# Bank Spółdzielczy w Oławie
Die Bank Spółdzielczy w Oławie ist eine polnische Genossenschaftsbank mit Hauptsitz in Oława. Sie ist Mitglied der Bankengruppe Spółdzielcza Grupa Bankowa. Der Vorsitzende der Bank ist Bartosz Sobiesiak.

## Geschichte
Am 26. April 1946 wurde die Allgemeine Genossenschaftsbank mit beschränkter Haftung mit Sitz in Oława (Powszechny Bank Spółdzielczy z odpowiedzialnością ograniczoną w Oławie) als eine der ersten Bankgenossenschaften in Niederschlesien gegründet.
In den Jahren 1948 und 1949 wurde sie in die Genossenschaftliche Gemeindekasse umgewandelt.
1956 nahm eine Generalversammlung der Delegierten eine neue Satzung an, aufgrund deren die Bank auf „Genossenschaftsbank mit Sitz in Oława“ umbenannt wurde.
Nach dem Zusammenschluss der Agrarbank und dem zentralen Verband der Spar- und Darlehensgenossenschaften wurde die Bank der Ernährungswirtschaft (Bank Gospodarki Żywieniowej) mit Hauptsitz in Warschau gegründet, die die organisatorische und finanzielle Zentrale sowie das Überprüfungszentrum für die Genossenschaftsbanken war.
Die Genossenschaftsbank in Oława war in der Struktur der Bank der Ernährungswirtschaft (Bank Gospodarki Żywnościowej) bis 15. Mai 1997, als der Vereinigungsvertrag mit der Niederschlesischen Regionalbank unterzeichnet wurde. Am 1. Mai 1999 wurde der Zusammenschluss der Bank in Oława mit Genossenschaftsbanken in Jelcz-Laskowice, Wiązów und Domaniów durchgeführt.
Anfang 2002 wurde über den Abschluss des Vertrags des Verbands mit der Wirtschaftlichen Bank von Großpolen (Gospodarczy Bank Wielkopolski) entschieden.
Am 29. März 2002 wurde die Bank Mitglied der Genossenschaftlichen Bankengruppe (Spółdzielcza Grupa Bankowa).
Am 31. Dezember 2016 betrug die Bilanzsumme der Bank 437,8  Mio. Złoty (ca. 105,9 Mio. Euro).